# RisiKo! Junior - Le Cronache di Narnia
RisiKo! Junior - Le Cronache di Narnia è un gioco strategico da tavolo creato da pubblicato da Editrice Giochi nel 2006.
Il gioco rappresenta una variante del celeberrimo RisiKo! ambientato nel mondo di Narnia durante le vicende de Il leone, la strega e l'armadio. Infatti il gioco è stato pubblicato proprio in occasione dell'uscita dell'omonimo film Le cronache di Narnia - Il leone, la strega e l'armadio.

## Contenuto
- Plancia di gioco
- 5 serie di bandierine in plastica di 5 colori
- 128 gettoni (64 per il Regno di Narnia, 64 per la Regina Jadis)
- un mazzo di carte speciali
- 6 dadi (3 bianchi e 3 neri)
- Due sacchetti in stoffa
- Regolamento[2]

## Descrizione

### Regolamento
Ogni turno di gioco inizia pescando una carta dal mazzo. Il giocatore che deve pescare la carta è quello che ha compiuto l'ultima azione nel turno di gioco precedente. Chi pesca la carta ne legge ad alta voce le istruzioni, quindi il gioco prosegue secondo l'ordine indicato dai simboli colorati posti in fondo alla carta (se siete in meno di 4 considerate solo i colori effettivamente in gioco). Il giocatore di turno può eseguire una delle tre diverse azioni qui di seguito indicate: 
- Pescare dal sacchetto delle armate di Peter un gettone di rinforzo e collocarlo sulla plancia di gioco su un territorio in proprio possesso.
- Eseguire uno spostamento strategico fra due territori in proprio possesso.
- Sferrare un attacco da un territorio in proprio possesso ad uno adiacente occupato dalla Strega Bianca.

I rinforzi che i giocatori possono mettere in campo sono rappresentati dai gettoni raffiguranti le truppe sotto il comando di Peter. Vi sono tre tipi diversi di gettoni, raffiguranti una, due o tre immagini. In base al numero di immagini raffigurate, il valore del gettone può essere di 1, 2 o 3 e questo determina la diversa forza di ogni gettone nel corso dei combattimenti. I gettoni rappresentano le truppe al comando di Peter o della Strega Bianca. Non c'è alcun limite al numero di gettoni che possono essere collocati all'interno di ogni territorio, ma è necessario che siano sempre impilati in ordine decrescente di valore in modo che quelli di valore superiore siano al di sopra di quelli di valore inferiore. I gettoni della Strega Bianca sono simili a quelli di Peter, ma raffigurano truppe diverse. Anche quelli della strega Bianca hanno un valore variabile da 1 a 3, ma sono distribuiti in modo diverso, con un certo vantaggio a favore della Strega Bianca. Quando il giocatore di turno decide di pescare un gettone di rinforzo lo deve collocare su un proprio territorio, sotto la bandierina del proprio colore. Se sul territorio prescelto vi sono già uno o più gettoni, il giocatore deve impilare il gettone di rinforzo rispettando la regola che vuole quelli di valore superiore posti più in alto rispetti a quelli di valore inferiore. Nel corso del gioco è possibile che un territorio resti senza gettoni, ma sia occupato esclusivamente da una bandierina colorata.
La meccanica dei combattimenti è uguale a quella di RisiKo!.
Quando l’ultimo giocatore indicato dalla sequenza ha effettuato la sua azione di gioco, arriva il turno della Strega Bianca che attaccherà proprio il giocatore che ha giocato per ultimo. Il giocatore predestinato decide dove subire l’attacco della Strega, ma deve sempre scegliere, se possibile, un territorio attaccante (della Strega Bianca) sul quale vi sia almeno un gettone di valore 3. Nel caso non vi fosse neppure un territorio con un gettone da 3 il giocatore è libero di scegliere come vuole (ma non può evitare di essere attaccato). Nel caso in cui il giocatore non confinasse con alcun territorio della Strega Bianca, il turno si concluderebbe all'istante. Prima di subire l'attacco, ma dopo aver scelto il luogo del combattimento, il giocatore pesca un gettone di rinforzo per la Strega Bianca e lo colloca all'interno del territorio attaccante (rispettando la solita regola dell'ordine decrescente). A questo punto il combattimento può avere inizio e avverrà secondo le regole già esposte. Se la Strega Bianca vince il combattimento, occupa il territorio conquistato con l'ultimo gettone utilizzato, sul quale viene posta una bandierina bianca. 
Il gioco finisce nel momento in cui la Strega Bianca non possiede più territori sotto il suo controllo. Narnia è finalmente libera! Il giocatore che possiede il maggior numero di territori viene proclamato vincitore. In caso di parità vince colui che ha sferrato l'ultimo attacco alla Strega Bianca.

### La plancia
La plancia presenta una mappa raffigurante il mondo di Narnia diviso in 24 territori egualmente distribuiti fra le forze narniane e quelle della Strega Bianca. Lo scopo del gioco è quello di liberare il mondo dalle forze della regina ed avere più territori in proprio possesso.

## Provincie presenti
| Fazione         | N° territori | Territori |
| --------------- | ------------ | --- |
| Regno di Narnia | 12           | Ettinsmoor, Diga dei Castori, Grande Fiume, Campo di Battaglia, l'Armadio, Boschi Occidentali, Bosco Tremolante, Telmar, Albero di Ciliegio, Campo di Battaglia, Accampamento, Archenland  |
| Regina Jadis    | 12           | Piana della Lanterna, Castello della Strega, Fiume Shribble, Lago Ghiacciato, Beruna, Cair Paravel, Terre Occidentali, Tavola di Pietra, Fiume Rush, Monte Pike, Archenland, Winding Arrow |

## Incongruenze con l'opera
Nella plancia di gioco, Telmar è raffigurata come una semplice provincia nella zona meridionale di Narnia, ma nelle opere letterarie è un regno che si trova ben oltre le terre selvagge occidentali. Inoltre Archenland, nonostante fosse un regno indipendente, all'inizio della partita appartiene alle forze della Regina Jadis mentre la sua capitale, Anvard, è in mano ai ribelli Narniani.